# Basileios II. Kamateros
Basileios II. Kamateros (griechisch Βασίλειος Καματηρός) war Patriarch von Konstantinopel (1183–1186).

## Leben
Basileios kam aus der Familie der Kamateros, die einige wichtige Beamte im byzantinischen Reich stellte. Er war unter Kaiser Manuel I. Komnenos mit diplomatischen Aufgaben betraut, fiel aber nach einer missglückten Mission in Italien in Ungnade und wurde verbannt.
Im August 1183 wurde er vom neuen Kaiser Andronikos I. Komnenos zum Patriarchen von Konstantinopel ernannt. Patriarch Theodosios I. war seines Amtes enthoben worden, weil er der Hochzeit von Irene, einer Tochter von Andronikos, mit Alexios, einem Sohn Manuels, nicht zugestimmt hatte. Basileios erteilte die Zustimmung. Nach der Ermordung des Andronikos wurde auch Basileios im Februar 1186 abgesetzt und von einer Synode verurteilt wegen seiner Zustimmung zu der Hochzeit.
Sein weiteres Schicksal ist unbekannt.